# Svenska kyrkan i São Paulo
Svenska kyrkan i São Paulo är en av Svenska kyrkans utlandsförsamlingar. Liksom de andra församlingarna i Svenska kyrkan i utlandet sorterar den under Visby stift.

## Administrativ historik
Församlingen bildades 1972.

## Kyrkoherdar
| Ämbetstid | Namn             | Levnadstid | Övrigt |
| --------- | ---------------- | ---------- | ------ |
| 1983–1984 | Tommy Svensson   | 1939–      | [ 2 ]  |
| –2016     | Lasse Svedberg   | 1947–      | [ 3 ]  |
| 2016–2022 | Åsa Ström Broman | 1964–      | [ 3 ]  |

### Fotnoter
1. ↑  ”Visby stift”. www.svenskakyrkan.se. https://www.svenskakyrkan.se/visbystift. Läst 6 november 2024.
2. ↑  1920–1922 Styrelsen för svenska kyrkan i utlandet SKUT i Sveriges statskalender 1984
3. 1 2   Matrikel 2016: Svenska kyrkan (69:a utgåvan). Stockholm: Verbum. 2016. sid. 416. ISBN 978-91-5263615-2